# Protambulyx portoricensis
Protambulyx portoricensis är en fjärilsart som beskrevs av Clark 1931. Protambulyx portoricensis ingår i släktet Protambulyx och familjen svärmare. Inga underarter finns listade i Catalogue of Life.